# Krusza (obwód Warna)
Krusza (bułg. Круша) – wieś w północno-wschodniej Bułgarii, w obwodzie Warna, w gminie Awren. Według danych Narodowego Instytutu Statystycznego, 31 grudnia 2012 roku wieś liczyła 63 mieszkańców.